# Maisoncelles-sur-Ajon

Maisoncelles-sur-Ajon este o comună în departamentul Calvados, Franța. În 1 ianuarie 2022 avea o populație de 201 de locuitori.